# بومة صمعاء
بومة صَمْعَاء أو البومة قصيرة الأذن (الاسم العلمي: Asio flammeus) (بالإنجليزية: Short-eared Owl)‏، وهي توجد في مناطق عديدة في نصف الكرة الشمالي، وهي من طيور التي تعيش في المناطق المكشوفة كالمستنقعات والمروج، وغالبًا ماتصطاد أثناء النهار حيث تنقض على فريستها كالمرزة. وتعشش البومة قصيرة الأذن على الأرض.